# نوام بير
نوام بير هو لاعب كرة مضرب إسرائيلي، ولد في 13 أكتوبر 1975 في تل أبيب في إسرائيل.

## وصلات خارجية
- نوام بير على موقع رابطة محترفي التنس (الإنجليزية)
- نوام بير على موقع الاتحاد الدولي لكرة المضرب (الإنجليزية)
- نوام بير على موقع كأس ديفيز (الإنجليزية)
- نوام بير على موقع خلاصة التنس.كوم (الإنجليزية)